# زكريا شريقي
زكريا شريقي (1940 - ) كاتب وفنان تشكيلي سوري، رئيس سابق لفرع اتحاد الكتاب العرب باللاذقية، شغل منصب سفير سوريا لدى الصين، وبولندا. عضو هيئة تحرير مجلة الموقف الأدبي، وعضو جمعية القصة والرواية.

## حياته
ولد في اللاذقية عام 1940، حاصل على إجازة في الحقوق.

## أعماله

### في الكتابة
- غبار الأسمنت- قصص- دمشق 1977.
- الضوء من الباب- قصص- اتحاد الكتاب - دمشق 1978.
- الفراشة لا تحب نبات اللبلاب- قصة للأطفال- جائزة الطلائع - دمشق 1978.
- آخر أخبار قرية العلّيق- قصص- اتحاد الكتاب- دمشق 1979.
- قل يا بحر- قصص- اتحاد الكتاب- دمشق 1981.
- اليافاوي- قصص- اتحاد الكتاب- دمشق 1983.
- يقظان... حيا- رواية- دار الحوار- 1987.[4]
- لأنه مات- قصص - اتحاد الكتاب- دمشق 1988.
- رسالة عارف المتلوف- قصص- دار المنارة.
- الرجل والذبابة- قصص- اتحاد الكتاب العرب.
- مدخل إلى الأدب الصيني- دراسة- دمشق 1993- اتحاد الكتاب العرب.
- الفن العربي الإسلامي الجذور والمؤثرات- دراسة- دمشق 2012- وزارة الثقافة.[5]

### في الفن التشكيلي
- شارك في المعارض الموسمية التي أقامتها النقابة.
- شارك في مهرجان كوبا العالمي عام 1978 وحصل على دبلوم شرف بالرسم الزيتي.
- أقام العديد من المعارض الشخصية، منها: رؤية من الصين الشعبية - دمشق صالة الشعب 1989.[6]

## مناصب
- عضو نقابة الفنون الجميلة في القطر العربي السوري.
- عضو اتحاد الفنانين التشكيليين العرب.
- رئيس مركز الفنون التشكيلية باللاذقية- سابقاً.
- عضو جمعية القصة والرواية.